# Mielżyn

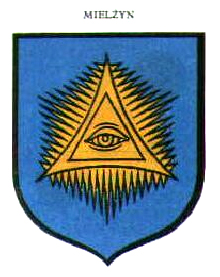
Dawny herb miejski Mielżyna

Mielżyn – wieś w Polsce położona w województwie wielkopolskim, w powiecie gnieźnieńskim, w gminie Witkowo. Dawniej miasto; uzyskał lokację miejską w 1513 roku, zdegradowany po 1717 roku, ponowne nadanie praw miejskich w 1764 roku, degradacja w 1908 roku. W latach 1954–1961 wieś należała i była siedzibą władz gromady Mielżyn, po jej zniesieniu w gromadzie Witkowo. W latach 1975–1998 miejscowość administracyjnie należała do województwa konińskiego.
Przez wieś przebiega droga wojewódzka nr 260.
We wsi znajduje się pomnik ku czci powstańców wielkopolskich rozstrzelanych przez Niemców 15 września 1939 r. - Adama Szczepańskiego i Franciszka Świerkowskiego, powstańców z Witkowa. Na miejscu egzekucji 13 maja 1962 r. odsłonięto pomnik w formie schodkowej piramidy z ciosów granitowych zwieńczonej krzyżem. We wnęce na pomniku znajduje się tablica kamienna z nazwiskami ofiar. 
Obecnie w Mielżynie działa Dom Pomocy Społecznej prowadzony przez Siostry Dominikanki. Do nich należy XIX-wieczny dworek szlachecki, który zakonnice kupiły w 1918 r. Zabudowania klasztorne otacza park z rozłożystymi bukami. Innym ciekawym obiektem w tej miejscowości jest spichlerz z XIX w.  
W miejscowości znajduje się Zespół Szkolno-Przedszkolny im. Powstańców Wielkopolskich w Mielżynie.  

## Historia

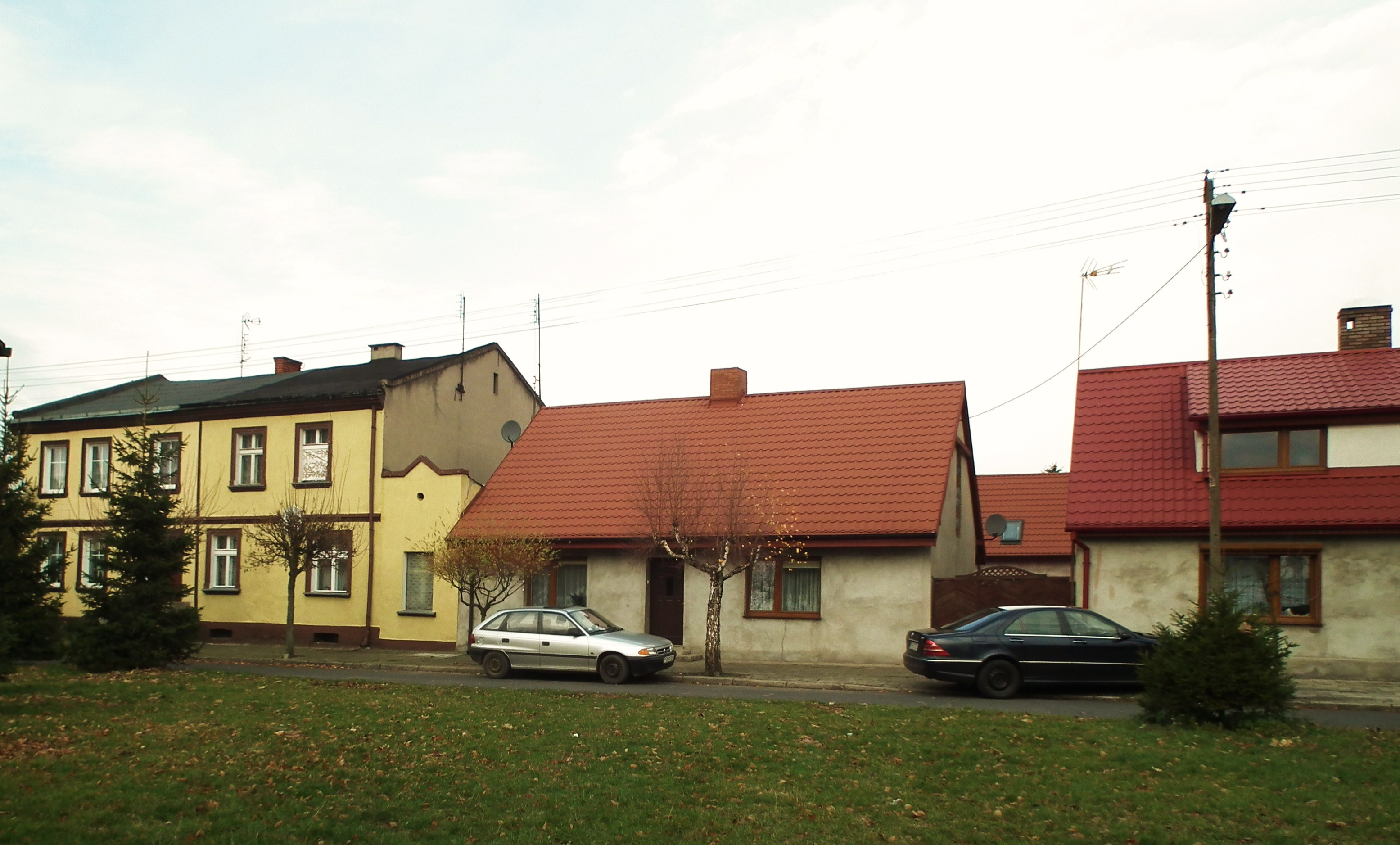
Fragment rynku

Pierwsza wzmianka pochodzi z 1373 roku. Przez kilka wieków miejscowość była miastem. Prawa miejskie (wymieniane w latach 1517 i 1618 r.) utraciła w 1908 r. Było to gniazdo rodowe Mielżyńskich, którzy nim władali od XIV do XVIII w.   
Pierwszy kościół parafialny istniał tu w XIV w. Obecny, pw. Wszystkich Świętych, pochodzi z II poł. XVI w. i wznosi się nad drogą, która od 1866 r. stanowiła główny gościniec z Gniezna do Ciążenia, jak też do Warszawy. W kościele przeważa styl gotycki. Do najstarszego wyposażenia świątyni należą kamienne chrzcielnice i żelazne, kute drzwi w kaplicy św. Krzyża oraz rzeźba Matki Boskiej z Dzieciątkiem. Istniał tu kiedyś drugi kościół - pw. św. Krzyża (wzmianki o nim pochodzą z 1610 r., rozebrano go w r. 1840). Zachowała się po nim rzeźba Chrystusa z krzyża. W miejscu, gdzie stała świątynia, postawiono figurę Matki Bożej.  
Mielżyn ma zabudowę miejską z rynkiem. Część budynków pochodzi z XIX w. Stojąca w rynku figura św. Jana Nepomucena miała za zadanie chronić mieszkańców przed skutkami powodzi. Widnieje na niej herb Mielżyna, podobny do herbu Witkowa (Oko Opatrzności na niebieskim tle, mające jednak mniej promieni od herbu witkowskiego). Według „Przewodnika po Poznaniu i Wielkim Księstwie Poznańskiem” z r. 1909, w miejscowym archiwum kościelnym jest dokument, z którego wynika, że Mielżyn w 1521 roku był już miastem. W 1655 doszło do spustoszenia Mielżyna podczas przemarszu wojsk szwedzkich. W 1717 roku mieszkało w nim zaledwie 11 chłopów pańszczyźnianych, 7 chałupników, 5 komorników i 5 rzemieślników. W 1761 roku miejscowość uzyskała przywilej królewski na odbywanie 8 jarmarków w roku. Trzy lata później właściciel miasta - Stanisław Otton Trąpczyński, wystawił nowy przywilej lokacyjny, w którym zwalniał wszystkich przybyszów na 5 lat od wszelkich podatków i świadczeń. Według kroniki miejskiej spisanej w 1887 roku jedną z przyczyn odnowienia lokacji była pilna potrzeba zwiększenia liczby strażników miejskich dla pilnowania porządku na jarmarkach.   
W 1793 roku miasto znalazło się w zaborze pruskim.   
W 1852 roku na polu plebańskim, w miejscu wcześniej rozebranych zabudowań komorniczych, odkryto skarb złotych monet.   
W miejscowości znajdowała się stacja kolejowa Mielżyn.

## Osoby związane z Melżynem
- Władysław Longin Chotkowski – urodzony w Mielżynie duchowny katolicki, publicysta i historyk, wykładowca na Uniwersytecie Jagiellońskim i rektor tej uczelni.
- Paul Ludwig Kowalczewski – urodzony w Mielżynie rzeźbiarz.